# Сесил, Джеймс, 1-й маркиз Солсбери
Джеймс Сесил, 1-й маркиз Солсбери (англ. James Cecil, 1st Marquess of Salisbury; 4 сентября 1748 — 13 июня 1823) — британский дворянин и политик. С 1748 по 1780 год он был известен как виконт Крэнборн, а с 1780 по 1789 год — граф Солсбери.

## Предыстория
Родился 4 сентября 1748 года в Лондоне. Единственный сын Джеймса Сесила, 6-го графа Солсбери (1713—1780), и Элизабет Кит (1721—1776), дочери Эдварда Кита. Получил образование в Итонском колледже.

## Политическая карьера

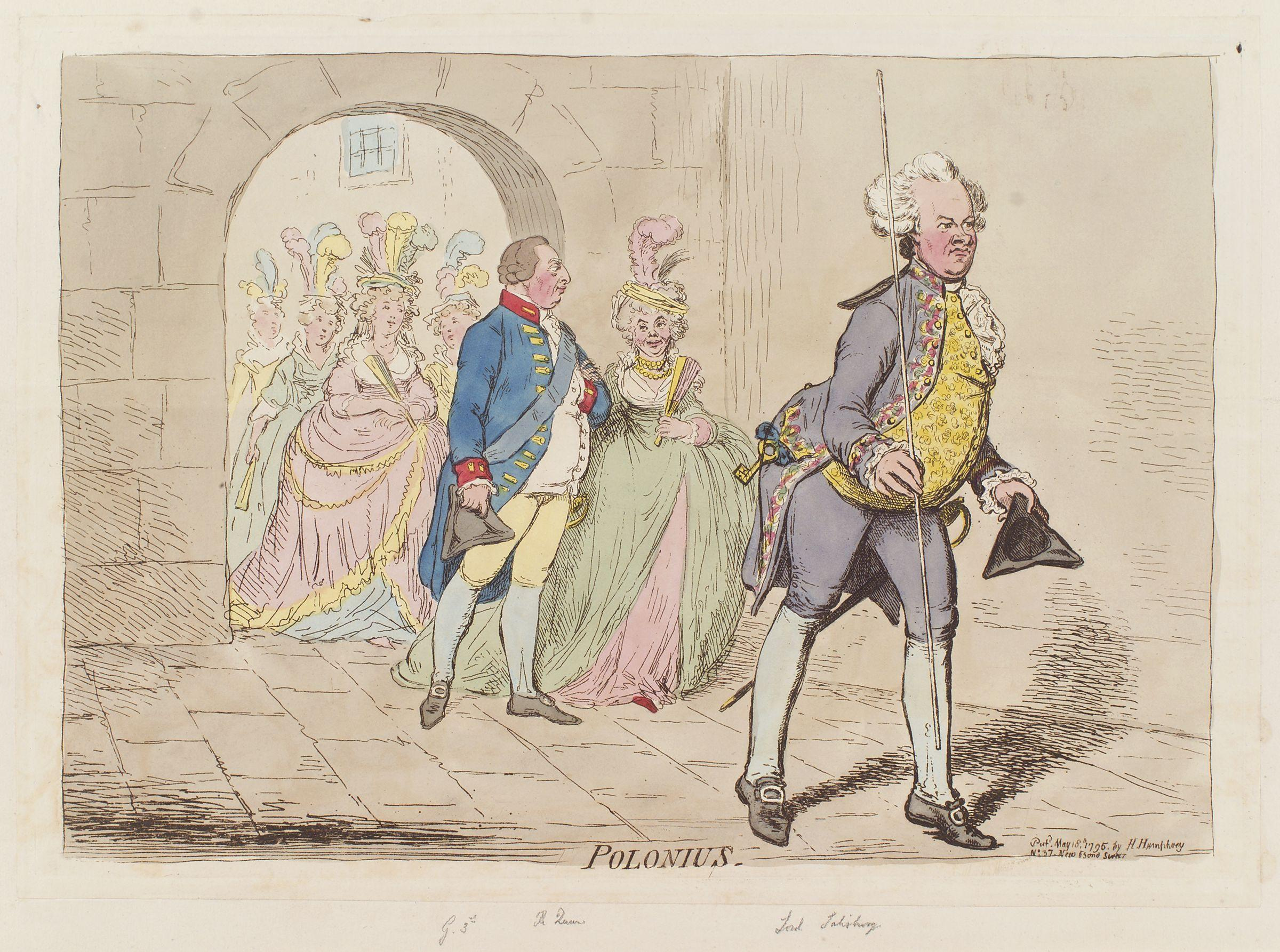
Лорд Солсбери (на переднем плане) с королем Георгом III и Шарлоттой Софией Мекленбург-Стрелицкой.

Джеймс Сесил был избран в Палату общин Великобритании от Грейт-Бедвина в 1774 году, место, которое он занимал до 1780 года, и кратко представлял Лонсестон и Плимптон-Эрл в 1780 году. 19 сентября 1780 года он наследовал своему отцу в качестве 7-го графа Солсбери и вошел в Палату лордов Великобритании. Он служил под началом лорда Норта в качестве казначея королевского двора (1780—1782) и под руководством Уильяма Питта Младшего, а затем Генри Аддингтона в качестве лорда-камергера (1783—1804). Он был принят в Тайный совет в 1780 году и стал 1-м маркизом Солсбери в графстве Уилтшир 25 августа 1789 года . Позже он служил главным почтмейстером в правительстве лорда Ливерпуля с 1816 по 1823 год. Он также занимал почетный пост лорда-лейтенанта Хартфордшира с 1771 по 1823 год. В 1793 году он был произведен в рыцари Ордена Подвязки.

## Карьера в милиции
Он служил полковником Хартфордширской милиции по внутренней обороне во время войны за независимость Америки. Чтобы помочь своим уволенным людям вернуться к гражданской жизни в конце войны, он нанял 200 из них для улучшения своего поместья в Хэтфилде. Он все еще командовал полком, когда его снова призвали на службу в 1793 году.

## Семья

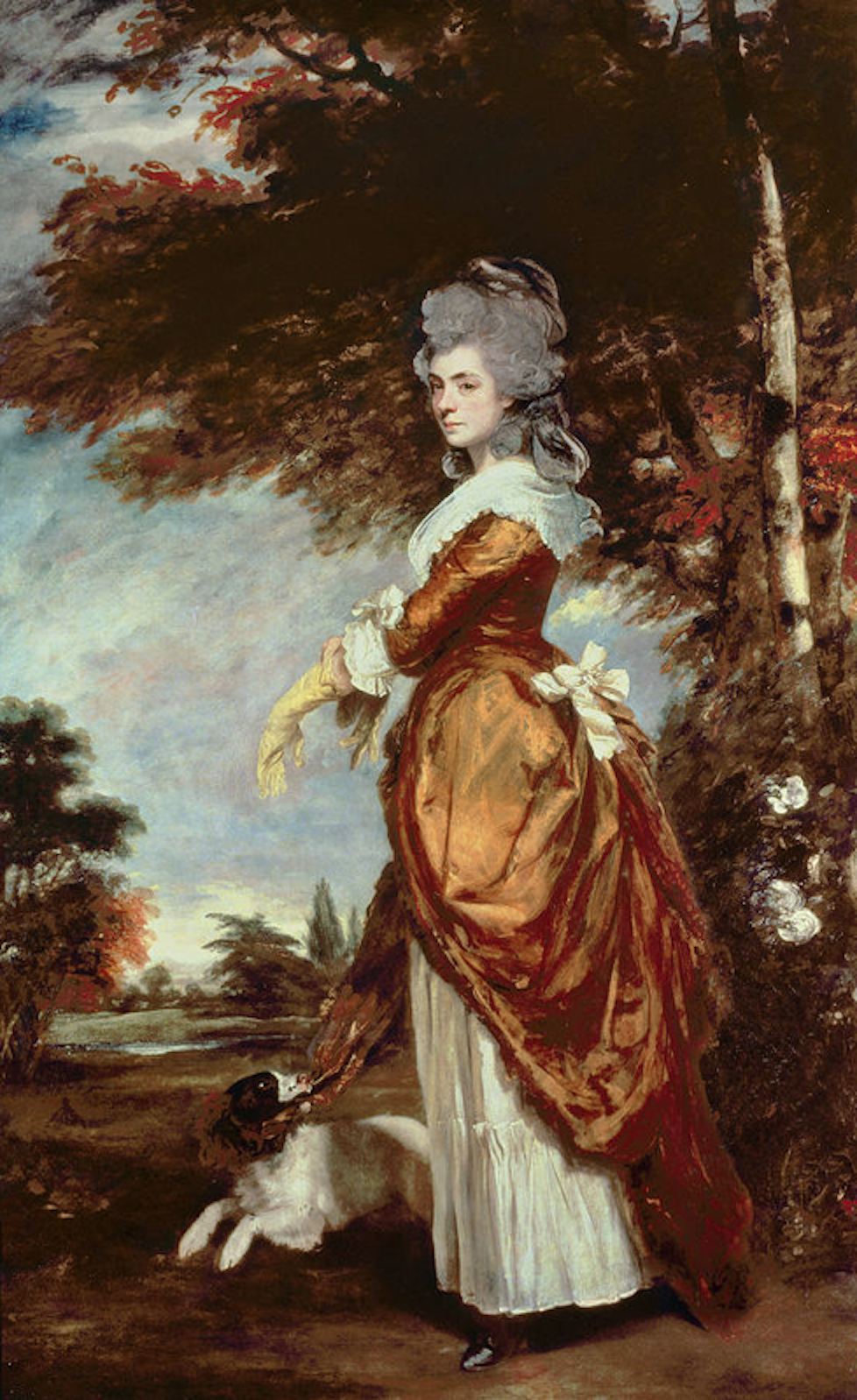
Леди Солсбери, художник — Джошуа Рейнольдс, 1780 год

2 декабря 1773 года лорд Солсбери женился на леди Эмили Мэри Хилл (16 августа 1750 — 27 ноября 1835), дочери Уиллса Хилла, 1-го маркиза Дауншира (1718—1793), и леди Маргарет Фицджеральд (? — 1766). Она стала известна как спортсменка и влиятельная светская дама. У пары было четверо детей:
- Леди Джорджиана Шарлотта Августа Сесил (20 марта 1786 — 18 января 1860), в 1816 году вышла замуж за Генри Уэлсли, 1-го барона Коули 1773—1847).
- Леди Эмили Энн Беннет Элизабет Сесил (14 июля 1789 — 21 января 1858), в 1812 году вышла замуж за Джорджа Ньюджента, 1-го маркиза Уэстмита (1785—1871)
- Леди Кэролайн Сесил, умерла молодой
- Джеймс Браунлоу Уильям Гаскойн-Сесил, 2-й маркиз Солсбери  (17 апреля 1791 — 12 апреля 1868), преемник отца.

Лорд Солсбери умер в июне 1823 года в возрасте 74 лет, и ему наследовал его единственный сын Джеймс. Маркиза Солсбери погибла во время пожара в Хэтфилд-хаусе в ноябре 1835 года.